# Infinity Nado
Infinity Nado (战斗王之飓风战魂) è una serie animata cinese prodotta da Alpha Culture Animation e composta da 52 episodi trasmessi dal 2012. In seguito sono state prodotte altre due serie: 战斗王之飓风战魂2 e 战斗王之飓风战魂3 trasmesse nel 2013 e 2015 con 40 episodi ciascuna, per un totale di 132 episodi.
Le prime due serie sono inedite in Italia, mentre la terza serie è stata trasmessa su K2 dal 17 luglio al 21 novembre 2016, interrompendosi all'episodio 30.

## Trama

### Prima stagione
Gli esseri umani hanno inquinato il cielo, il mare e perfino la terra in cui vivono. Un giorno, cade dallo spazio una gigantesca torre giroscopica simile ad una trottola, che finisce per distruggere buona parte della civiltà terrestre mentre i sopravvissuti iniziano una dura vita attorno alla torre, che donerà a quest'ultimi un potere misterioso, quello dei Nado, delle particolari trottole. Così i protagonisti iniziano a sfidarsi fra loro, ma qualcuno trama nell'ombra per utilizzare i poteri dei Nado a fini maligni.

### Seconda stagione
Dopo che la gigantesca torre giroscopica ha fatto ritorno nello spazio, la città di Fenglun ha cominciano a recuperare gradualmente la sua prosperità e vitalità, e perciò sembra finalmente regnare la pace. I protagonisti sono tornati a vivere le loro vite di un tempo, il che li porta a separarsi per un po', tuttavia una reliquia lontana dalla città sta mutando e una potente forza elfica ha cominciato a prendere d'assalto il posto eseguendo una pioggia torrenziale, portando altri disastri. Intanto appare sulla scena un misterioso personaggio di nome Pandora. Così il gruppo di amici dovrà riformarsi ancora una volta per ripristinare l'ordine.

### Terza stagione
La storia prosegue dopo che i protagonisti hanno fermato Pandora e perso tutti i loro ricordi diventando dei semplici giocatori. Jin e i suoi compagni ricevono dei Nado da un'altra dimensione che li aiuteranno a ricordare chi sono veramente. Nel frattempo una nuova minaccia trama nell'oscurità per impadronirsi del mondo.

## Personaggi
Jin
Doppiato da: Li Xu Qiao (ed. cinese), Manuel Meli (ed. italiana)
Eli
Doppiato da Gabriele Patriarca (ed. italiana)
Dawn
Doppiato da: Liu Xiao Cui (ed. cinese), Alessandro Vanni (ed. italiana)
Davis
Doppiato da: Shen Ke (ed. cinese), Gabriele Lopez (ed. italiana)
Cecilia
Doppiata da: Liu Hong Yun (ed. cinese), Ludovica Bebi (ed. italiana)
Dodd (Pandora)
Doppiata da: Li Si-Xian (seconda serie), Guo Ya Wei (terza serie) (ed. cinese), ? (ed. italiana)
Bill King
Doppiato da Gabriele Sabatini (ed. italiana)
Khiel King
Doppiato da Luca Mannocci (ed. italiana)
Lynn King
Doppiata da Eleonora Reti (ed. italiana)
Dottor Louis
Doppiato da Alessio De Filippis (ed. italiana)
Jack
Doppiato da: Lu Shuang (ed. cinese)

### Personaggi minori
- Mach
- Rachel
- Karl
- Schack
- Goodson
- Susan Artisian
- Yvette Bumsman
- Nobe
- Jett
- Renton

Temperanza
Doppiata da: Alessio De Filippis (ed. italiana)

## Episodi

### Prima stagione
| Nº | Titolo cinese 「Kanji」 - Titolo inglese                                       | In onda        | In onda |
| Nº | Titolo cinese 「Kanji」 - Titolo inglese                                       | Cinese         |         |
| 1  | 「疾风的战斗陀螺」 - Gale's Combat Gyro                                        | agosto 2012    |         |
| 2  | 「灼热的精灵力量」 - Searing Elf Power                                         | -              |         |
| 3  | 「强劲的防御型攻击」 - Strong Defensive Attack                                 | -              |         |
| 4  | 「旋风与烈火的合并」 - The Combination of Cyclones and Fire                    | -              |         |
| 5  | 「炽热沙漠之行」 - Hot Desert Trip                                             | -              |         |
| 6  | 「驾驭精灵的特训」 - Gifted Control Wizard                                     | -              |         |
| 7  | 「激战的陀螺手大赛」 - Fighting Gyro Hand Contest                              | -              |         |
| 8  | 「巨大的黑洞」 - Massive Black Hole                                            | -              |         |
| 9  | 「温柔的烈火」 - Gentle Fire                                                   | -              |         |
| 10 | 「战斗陀螺之间的纽带」 - The Link Between Battle Tops                          | -              |         |
| 11 | 「太阳力量的爆发」 - The Outbreak of the Power of the Sun                      | -              |         |
| 12 | 「最后三强的激战」 - The Last Three Strong Fighting                            | -              |         |
| 13 | 「正义陀螺的往事」 - Justice Gyro Past                                         | -              |         |
| 14 | 「保护正义陀螺」 - Protection of Justice Gyro                                  | -              |         |
| 15 | 「与黑暗势力的对战（1）」 - The Battle with the Forces of Darkness (1)         | -              |         |
| 16 | 「与黑暗势力的对战（2）」 - The Battle with the Forces of Darkness (2)         | -              |         |
| 17 | 「正义战神的苏醒」 - The Justice of God of War Awakening                       | -              |         |
| 18 | 「正义陀螺的往事」 - Justice Gyro Past                                         | -              |         |
| 19 | 「跌入命运的漩涡」 - Fall into the Whirlpool of Fate                           | -              |         |
| 20 | 「珍贵的友情」 - Precious Friendship                                           | -              |         |
| 21 | 「飓风塔内的挑战」 - Hurricane Tower                                           | -              |         |
| 22 | 「正义攻击环的秘密」 - The Secret Justice Attack Ring                          | -              |         |
| 23 | 「组装创造的奇迹」 - The Assembly of Miracles                                  | -              |         |
| 24 | 「宇宙的仲裁者审判」 - The Arbiter of the Universe Trial                       | -              |         |
| 25 | 「死神的镰刀」 - Scythe of Death                                               | -              |         |
| 26 | 「与光速的竞技」 - Competitive with the Speed of Light                         | -              |         |
| 27 | 「战栗的塔顶四战神」 - Trembling Overhead Four Ares                            | -              |         |
| 28 | 「再战旋击冰刃」 - Battles Spin Attack Frostsaber                              | -              |         |
| 29 | 「熊熊炮火的攻击」 - Raging Gunfire                                            | -              |         |
| 30 | 「幻觉中的战斗」 - The Illusion of Fighting                                    | -              |         |
| 31 | 「火光冲天的复仇烈焰」 - The Fires Raging Flames of Revenge                    | -              |         |
| 32 | 「燃烧烈焰的激战」 - The Combustion Flames of Fierce Fighting                  | -              |         |
| 33 | 「漆黑的刺客」 - Dark Assassin                                                 | -              |         |
| 34 | 「拥有天使面孔的恶魔」 - The Devil with the Angelic Face                       | -              |         |
| 35 | 「守护世界战神的剑和盾」 - The Guardian of World Mars Sword and Shield         | -              |         |
| 36 | 「天磊的决心」 - Tianlei Determination                                         | -              |         |
| 37 | 「困惑的女教皇和猛袭的愚者」 - Confused Female Pope and Swept Down on the Fool | -              |         |
| 38 | 「战斗陀螺的洗礼」 - Battle Tops Baptism                                       | -              |         |
| 39 | 「黄金武装要塞」 - Armed Fortress Gold                                         | -              |         |
| 40 | 「朋友的托付」 - Entrust Friend                                                | -              |         |
| 41 | 「永不败的力量」 - Never Lose Power                                            | -              |         |
| 42 | 「诀别之痛」 - Farewell Pain                                                   | -              |         |
| 43 | 「宿命的再会」 - The Fate of the Bye                                           | -              |         |
| 44 | 「命运之轮的不幸的命运」 - The Wheel of Fate Fate Unfortunate                  | -              |         |
| 45 | 「扭转命运」 - Reverse the Fate                                                | -              |         |
| 46 | 「10个战斗陀螺的汇聚」 - 10 Battle Tops Convergence                            | -              |         |
| 47 | 「永不消失的烈火」 - The Fire Never Disappear                                  | -              |         |
| 48 | 「孤独的守护者踏入旅途」 - Lonely journey into the Guardian                    | -              |         |
| 49 | 「宿命的战斗」 - The Fate of the Battle                                        | -              |         |
| 50 | 「大战世界战神」 - World War Ares                                              | -              |         |
| 51 | 「飓风巨塔的旋转」 - The Rotation of Hurricane Towers                          | -              |         |
| 52 | 「风一样的传说」 - Like the Legend of the Wind                                 | 18 agosto 2013 |         |

### Seconda stagione
| Nº | Titolo cinese 「Kanji」 - Titolo inglese                         | In onda          | In onda |
| Nº | Titolo cinese 「Kanji」 - Titolo inglese                         | Cinese           |         |
| 1  | 「疾风的战斗陀螺」 - Blast of the Fighting Gyro                  | ottobre 2013     |         |
| 2  | 「灼热的精灵力量」 - Hot Wizard Power                            | -                |         |
| 3  | 「强劲的防御型攻击」 - Strong Defensive Attack                   | -                |         |
| 4  | 「觉醒的精灵力量」 - Awakening the Wizard Power                  | -                |         |
| 5  | 「闪耀的一星」 - Shining Star                                    | -                |         |
| 6  | 「向禁断遗迹出发」 - To the Forbidden Ruins                      | -                |         |
| 7  | 「愤怒的进攻」 - Angry Attack                                    | -                |         |
| 8  | 「无法防御的攻击」 - Can not Defend the Attack                   | -                |         |
| 9  | 「激战中的暴走」 - Battle in the Runaway                         | -                |         |
| 10 | 「寻找记忆的战斗」 - Looking for Memory of the Battle            | -                |         |
| 11 | 「瞬息的胜机!」 - The Winning Machine!                           | -                |         |
| 12 | 「神奇的异能环」 - Magic Alien Ring                              | -                |         |
| 13 | 「颤栗之战」 - Thriller of the War                               | -                |         |
| 14 | 「瞬间与永恒的对决」 - Instant and Eternal Duel                  | -                |         |
| 15 | 「打破铁壁的防御」 - Breaking the Iron Wall Defense              | -                |         |
| 16 | 「差劲的组合」 - Poor Combination                                | -                |         |
| 17 | 「联手拯救的战斗」 - Together to Save the Fighting               | -                |         |
| 18 | 「潘多拉的秘密」 - Pandora's Secret                              | -                |         |
| 19 | 「新敌人的来袭」 - The Incoming of the New Enemy                 | -                |         |
| 20 | 「骄傲的猎人」 - Proud Hunter                                    | -                |         |
| 21 | 「觉醒的苗头」 - Awakening of the Signs                          | -                |         |
| 22 | 「向最后的遗迹进发」 - To the Final Heritage                     | -                |         |
| 23 | 「灵魂的碰撞」 - Soul of the Collision                           | -                |         |
| 24 | 「史上最大的危机」 - The Biggest Crisis in History               | -                |         |
| 25 | 「堵上未来的一战」 - Plug the Future of the First World War      | -                |         |
| 26 | 「悲伤的战斗」 - Sad Fight                                       | -                |         |
| 27 | 「点亮灵魂的火焰」 - Lit the Soul of the Flame                   | -                |         |
| 28 | 「无我与禁锢的阴谋」 - Without Me and Imprisoned Conspiracy      | -                |         |
| 29 | 「征途王之门」 - Journey of the King of the Door                 | -                |         |
| 30 | 「密室中轴锈」 - Axial Rust in the Chamber                       | -                |         |
| 31 | 「亚特兰猎神的逆袭」 - Atlantis Hunting God of the Counterattack | -                |         |
| 32 | 「无我的双重攻击」 - Without My Double Attack                    | -                |         |
| 33 | 「无我的醒悟」 - Without My Wake                                 | -                |         |
| 34 | 「禁锢的牢狱」 - Imprisoned in Prison                            | -                |         |
| 35 | 「心与心的战斗」 - Heart and Heart Fighting                      | -                |         |
| 36 | 「空中遗迹的对战」 - Battle of the Air Remains                   | -                |         |
| 37 | 「无法预测的陀尖攻击」 - Unpredictable Tusk Attack               | -                |         |
| 38 | 「升级烈风天翼的超越」 - Upgrade Gale Tianyi Beyond              | -                |         |
| 39 | 「淋漓尽致的一战」 - Most Vividly a War                          | -                |         |
| 40 | 「毁灭与重生」 - Destruction and Rebirth                         | 24 febbraio 2014 |         |

### Terza stagione
| Nº | Titolo italiano Titolo cinese 「Kanji」 - Titolo inglese                          | In onda          | In onda           |
| Nº | Titolo italiano Titolo cinese 「Kanji」 - Titolo inglese                          | Cinese           | Italiano          |
| 1  | L'incubo di Jin 「觉醒的飓风」 - Awakened Nado                                    | 3 settembre 2015 | 17 luglio 2016    |
| 2  | Scherzi della memoria 「重逢的伙伴」 - Reunion of Friends                         | -                | 17 luglio 2016    |
| 3  | Il furto dei Nado 「陀螺危机」 - Nado Crisis                                      | -                | 17 luglio 2016    |
| 4  | Dodd, il misterioso ladro 「第四集 神秘的怪盗多朗」 - Mysterious Thief Dodd       | -                | 17 luglio 2016    |
| 5  | Un tacito accordo 「默契考验对战」 - Tacit Understanding Test                     | -                | 21 agosto 2016    |
| 6  | La famiglia King 「搞怪三人组」 - The King Family                                 | -                | 21 agosto 2016    |
| 7  | La sfida corre sul filo 「空中钢索对战」 - Fighting on the Highwire               | -                | 21 agosto 2016    |
| 8  | Una trappola per Dodd 「超加速比拼」 - Ultra Accelerating Contest                 | -                | 21 agosto 2016    |
| 9  | La prima battaglia con FlareStar 「初战九耀星」 - First Battle with Flare Star    | -                | 28 settembre 2016 |
| 10 | Battaglia per il dirigibile 「争夺飞艇」 - Fight for Airship                      | -                | 29 settembre 2016 |
| 11 | L'unione tra fratello e sorella 「兄妹的合体」 - Union of Brother and Sister      | -                | 3 ottobre 2016    |
| 12 | Una battaglia per la cucina 「烹饪引发的对战」 - Battle Caused by Cooking         | -                | 4 ottobre 2016    |
| 13 | Il ripescaggio 「兄妹分裂」 - Split Between Brother and Sister                    | -                | 5 ottobre 2016    |
| 14 | Trappola sul treno 「火车之围攻战」 - Siege of Train                              | -                | 6 ottobre 2016    |
| 15 | La sfida di Jack 「小丑的魔煞狂想曲」 - The Clown's Magic Rhapsody                | -                | 10 ottobre 2016   |
| 16 | Un aiuto dal passato 「远古的力量」 - Ancient Power                               | -                | 25 ottobre 2016   |
| 17 | Il contrattacco di Dodd 「多朗的反击」 - Counterattack of Dodd                    | -                | 26 ottobre 2016   |
| 18 | Il segreto di Schack 「智慧的合体」 - Combination of Wisdom                       | -                | 27 ottobre 2016   |
| 19 | Un terribile combattimento 「惊悚的陀螺对战」 - The Scary Nado Battle             | -                | 1º novembre 2016  |
| 20 | Una melodia stonata 「不安定的旋律」 - Unsteady Melody                            | -                | 2 novembre 2016   |
| 21 | Amici per la pelle 「暗夜难明的回旋曲」 - Hidden Scars                            | -                | 3 novembre 2016   |
| 22 | L'avventuriero a Robin Tower 「特滨镇的冒险王」 - Adventurer in Tobin Tower       | -                | 7 novembre 2016   |
| 23 | L'isola di Nobe 「旧友重逢」 - Reunion of Old Friends                             | -                | 8 novembre 2016   |
| 24 | Un Nado solitario 「孤高的陀螺」 - A Lone Nado                                    | -                | 9 novembre 2016   |
| 25 | Il re delle tenebre 「黑暗的支配着」 - Dominator of Darkness                      | -                | 10 novembre 2016  |
| 26 | La verità non muore mai 「超时空的真相」 - The Truth Across Time                  | -                | 14 novembre 2016  |
| 27 | La vera identità di Dodd 「多朗的真实身份」 - The Real Identity of Dodd           | -                | 15 novembre 2016  |
| 28 | Ritorno al passato 「以未来拯救现在」 - Return to the Past                        | -                | 16 novembre 2016  |
| 29 | L'unione fa la forza 「九耀星陀螺降临之日」 - The Emergence of Flare Star Nado    | -                | 17 novembre 2016  |
| 30 | La rivalità tra Jett e Mach 「最强目标之战」 - The Conflict Between Jett and Mach | -                | 21 novembre 2016  |
| 31 | 「为了未来而战」 - Fight for the Future                                           | -                | -                 |
| 32 | 「叶枫的消失」 - Disappearance of Jin                                             | -                | -                 |
| 33 | 「闯入异次元」 - Break into Another Dimension                                     | -                | -                 |
| 34 | 「迷失游乐园」 - Lost in Amusement Park                                           | -                | -                 |
| 35 | 「异次元陨石之战」 - The Battle of Meteorites                                     | -                | -                 |
| 36 | 「机械恒星之战」 - The Battle of Mechanical Planets                               | -                | -                 |
| 37 | 「水空间之战」 - The Battle of Water Space                                        | -                | -                 |
| 38 | 「火空间之战」 - The Battle of Fire Space                                         | -                | -                 |
| 39 | 「异次元最终之战」 - The Final Battle in Another Dimension                        | -                | -                 |
| 40 | 「新的旅程」 - New Journey                                                        | -                | -                 |